# Macrorhynchia balei
Macrorhynchia balei är en nässeldjursart som först beskrevs av Nutting 1905.  Macrorhynchia balei ingår i släktet Macrorhynchia och familjen Aglaopheniidae. Inga underarter finns listade i Catalogue of Life.